# Marc Hillman
 (juin 2025).
Il peut être nécessaire de l'améliorer pour respecter le principe de neutralité de point de vue. Veuillez consulter la page de discussion pour plus de détails.

 (février 2015).
Si vous disposez d'ouvrages ou d'articles de référence ou si vous connaissez des sites web de qualité traitant du thème abordé ici, merci de compléter l'article en donnant les références utiles à sa vérifiabilité et en les liant à la section « Notes et références ».
Marc Hillman , né le 9 juin 1951 à Paris, est un compositeur français de musique.
Il a composé de la musique de films, de séries et de spots publicitaires, puis a été consultant musical et négociateur de droits musicaux entre 2007 et 2011. Il a rédigé aussi de nombreux ouvrages humoristiques ayant pour sujet la musiqueet la sonorité des mots.

## Biographie
Marc Hillman est né à Paris dans une famille de mélomanes.
De formation classique, il étudie le violon dès l'âge de 5 ans, puis, très rapidement, le piano. Très jeune, il est attiré par la composition.Parallèlement à l'apprentissage de la musique, il étudie le droit d'auteur (licence et doctorat). Une formation qui lui sera utile tout au long de sa carrière.
Il débute en 1974 en composant pour des artistes de variété des années 1970 et 80 : Daniel Guichard, Dalida, Jean-Luc Lahaye, Jeane Manson, Zamfir seront ses interprètes, et aussi Régine qui en 1981 enregistre une chanson écrite avec Yves Dessca qui passe inaperçue «Tu m'oublieras » ; 18 ans plus tard la chanson est reprise par Larusso, qui la propulse en tête des ventes, 12 semaines no 1, avec un record pour l'année 99 d'un million cinq cent mille singles vendus, valant à ses créateurs un double disque de diamant, certifié SNEP.
Entre temps, Marc Hillman se tourne vers l'audiovisuel. Il signe la partition de plus de trente longs métrages. La musique de Baxter (primée à Avoriaz en 89), Un pur moment de rock'nroll de Manuel Boursinhac en 99, La Madone et le dragon de Samuel Fuller.
À la télévision : Des épisodes des Cinq Dernières Minutes, de Cordier juge et flic d'Alain Bonnot, la série d'animation Tous sur orbite de Nicolas Gessner nommée aux 7 d'Or en 98 et 99 (meilleure musique originale de Marc Hillman et Bruno Alexiu), et de nombreux téléfilms de Marion Sarraut, Franck Appréderis, Alain Bonnot, Éric Le Hung, des documentaires et des génériques.
Marc Hillman est aussi l'auteur de plus de 50 spots publicitaires réalisés par des metteurs en scène tels que Just Jaeckin, Jean Becker, Philippe Rousselot, pour les annonceurs Brandt, Vizir, Williams, Citroën ainsi que du jingle « Va donc chez Speedy ! », qui est l'identité sonore de la marque depuis 1992.
Il a en outre la passion des sonorités liées aux mots (homophonie et holorimes) et a publié depuis 2011 une trentaine ouvrages d'humour autour de cette thématique.
Certains d'entre eux ont connu un succès public : Les Perles de Tribunal et de Police, chez First (2013) co-écrites avec l'avocate Nathalie Renard, (20 000 lecteurs sur les 3 éditions), Le Best-of des lois bizarres chez Flammarion-J'ai Lu (2014) qui a dépassé les 30 000 exemplaires.

## Compositions

### Cinéma
- 1975 : Le jardin qui bascule de Guy Gilles avec Jeanne Moreau, Delphine Seyrig et Sami Frey[3]
- 1983 : Femmes de Tana Kaleya avec Helmut Berger et Alexandra Stewart
- 1984 : Franck and I (France - États-Unis) avec Jennifer Inch et Christopher Pearson
- 1989 : Baxter de Jérôme Boivin avec Lise Delamare et Jacques Spiesser (Avoriaz 1989 Mention spéciale du Jury) (en co-composition avec Patrick Roffé)
- 1989 : À deux minutes près d'Éric Le Hung avec Jacques Weber et Charlotte de Turckheim
- 1999 : Un pur moment de Rock'n'roll de Manuel Boursinhac (1999), avec Sami Naceri et Vincent Elbaz (en co-composition avec Patrick Roffé)

### Télévision
TF1
- Les Cordier juge et flic (épisode : Peinture au pistolet) d'Alain Bonnot avec Pierre Mondy, Bruno Madinier, Antonella Lualdi, Valérie Mairesse, Anaïs Jeanneret (1992)
- Video-Gags, musiques originales créées pour l'émission (1992)
- Le Congrès de Claude Guillemot, avec Jean Lefèvre (1988) (en co-composition avec Patrick Roffé)
- Deux locataires pour l'Élysée d'Eric Le Hung avec Michel Roux (1988)
- L'Australienne d'Yves André Hubert avec Henri Tisot et Henri Virlogeux (1982) (en co-composition avec Patrick Roffé)
- Kakemeno Hotel de Franck Apprederis avec Charles Denner, Marie Dubois et Pierre Malet (1978)
- Le vent sur la maison de Franck Apprederis avec Marie-José Nat (1978)[3]

France 2
- Le retour des Coulons d'Eric Le Hung, série Les cinq dernières minutes (1980)
- Des cadavres à la pelle d'Eric Le Hung, avec Jean Lefèvre et Philippe Khorsand, série de 4 épisodes (1991)[3]

France 3
- Tous sur orbite, série en animation 3D, réalisée par Nicolas Gessner, en 261 épisodes de 2 min sur France 3 et 52 de 1O' sur la Cinquième (1997). Nomination aux 7 d'or meilleure musique originale 98 et 99.
- Tout feu, tout femme, série de 30 épisodes de Marion Sarraut et Pierre Sisser avec Dominique Labourier et Patrick Préjean (1994)
- Les éphélides d'Eric Le Hung avec Marina Vlady et Pierre Vaneck (1986)
- La fête d'Eric Le Hung avec Évelyne Bouix (1981)
- Les filles d'Adam d'Eric Le Hung avec Daniel Gélin, Tony Marshall, Gérard Lanvin et Lambert Wilson (1979)[3]

La Cinquième et Arte
- Eurasia : À la conquête de l'Orient, série documentaire de 8 épisodes de 52 min, réalisée par Patrick Cabouat (2004)
- Luther contre le pape, film documentaire-fiction 90 min, réalisé par Jean-François Delassus pour ARTE avec Claude Brosset dans le rôle de Luther (2004)
- Au temps des croisades, film documentaire-fiction 90 min, réalisé par Jean-François Delassus pour ARTE (2003)
- Au temps de Charlemagne, film documentaire-fiction 90 min, réalisé par Jean-François Delassus pour ARTE, avec Bernard-Pierre Donnadieu dans le rôle de Charlemagne (2002)
- Au temps de l'Empire Romain, film documentaire 120 min, réalisé par Jean-François Delassus pour ARTE (ces quatre films en co-composition avec Bruno Alexiu) (2004)
- Tous sur orbite, série en animation 3D, réalisée par Nicolas Gessner, en 52 épisodes de 10 min sur la Cinquième, nomination aux 7 d'or de la meilleure musique originale 98 et 99 : Marc Hillman et Bruno Alexiu (2001)
- Dédicace, générique de magazine hebdomadaire (1987)[3]

Canal +
- La madone et le dragon de Samuel Fuller avec Jennifer Beals (1989) (en co-composition avec Patrick Roffé)
- Porteurs de soufre, documentaire de Christian Cassio (1992)[3] (en co-composition avec Patrick Roffé)

### Publicité

#### Spots publicitaires TV
- Toyota (la Starlett de Toyota, le Karaoké Starlett)(1996-1997) (en co-composition avec Patrick Roffé)
- Speedy de Paul Berville (de 1992 à aujourd'hui), Va donc chez Speedy
- Air France concorde (1978)
- Elf Aquitaine (1980)
- Brandt Électronique, réalisateur Michael Shock (1981, 1982, et 1983)
- Crédit Agricole, réalisateur Paul Berville (1982)
- Chocolat Cailler, réalisateur Paul Berville (1982)
- La Cigogne, réalisateur Paul Berville (1983)
- Williams de Gérard Hameline (1981 à 1984)
- Citroën BX de Gérard Hameline (1983)
- Vidaqua de Gérard Hameline (1983 et 1984)
- B.V.P. de Gérard Kikoïne (1983)
- Vidaqua de Just Jaeckin (1984 et 1985)
- Vizir de Jean Becker (1984)
- Coton Flor de Philippe Rousselot (1985 et 1991)
- Mondamin de Daniel Fauchon (RFA 1986)
- New Wave d'Henry Habans (1987)
- J.B. Martin de Jed Falby (1988, 1989,1990 et 1993)[3]

#### Spots publicitaires radio
- Speedy (1992 à aujourd'hui)
- Toyota (1996 et 1997)
- Le Printemps (1983)
- Continental Edison (1983)
- La Croissanterie (1987 et 1991)
- Galeries Barbés (1987)[3]

### Variété
Marc Hillman a composé la musique de cinquante chansons, dont :
En France
- En 1999 : Tu m'oublieras interprétée par Larusso, chanson écrite avec Yves Dessca, pour laquelle les créateurs ont reçu un Double disque de Diamant. Ce titre, resté douze semaines de suite no 1 des ventes en France, a été vendu à plus de 1,5 million de singles. Cette chanson, d'abord enregistrée par Régine en 1980, puis Jeane Manson en 90, a fait ensuite l'objet de reprises, dont Juliette Armanet en 2021, et Patrick Bruel, album 2023.
- Autres interprètes : Daniel Guichard, Régine, Dalida, Jean-Luc Lahaye, Jeane Manson, etc.

A l’Étranger
- Sixteen de Phyllys Nelson (États-Unis, classée au Bilboard 1985)
- Philip Michael Thomas (1992)[3]
- "Thème d'avril" 1982, interprétée par ZAMFIR, artiste roumain renommé, spécialiste de la flûte de pan.

### Théâtre
- La Cage, pièce de théâtre de Jack Jaquine (2002), mise en scène d'Eric le Hung[3].

### Divers
- Musiques créées pour collections d'illustration sonore (Koka Media, MCT etc.)
- Musiques originales de courts métrages cinéma réalisés par José Grisel, Gilles Cahoreau, Henri Gruvman (Bol de jour, César du court métrage) etc.[3]

#### Consultant musical
Producteur musical sur les films de Michel Munz et Gérard Bitton
- Ah si j'étais riche, 2002 (plus d'un million d'entrées France)
- Le Cactus, 2005 (produit par Telema)
- Avis de la banque en votre faveur, 2009, avec Gérard Lanvin et J-P. Darroussin

Agent de musiciens sur les films
- Les témoins d'André Téchiné, 2006 (Anne Sophie Domergue artiste lyrique)
- Le poulain d'Olivier Ringer, 2007 (compositeur : Bruno Alexiu)
- Le désir de vivre de Serge le Peron, avec Josiane Balasko, TF1, 2008 (compositeur : Bruno Alexiu)
- L'Enfer d'Henri Georges Clouzot, revisité par Serge Bromberg, 2009 (compositeur : Bruno Alexiu)

Négociation de droits musique
- Clearance pour la publicité (notamment pour les marques du groupe l'Oréal : Armani, Cacharel, etc.)[3]

## Ouvrages: Humour et linguistique
- Tour du monde en 400 us et coutumes, Editions de l'Opportun, 2022
- Holorimes et autres dialogues de sourds, First, 2021.
- Dernières paroles à la con, First, 2020.
- La langue sur le bout des doigts, Librio, 2019.
- On ne dit plus, on dit plutôt, First, 2019.
- Brèves de couples, First, 2019.
- Infos insolites et amusantes pour briller en société 2019, Almaniaks, éditions 365, 2018.
- La folie des holorimes, Fayard-le Figaro, 2018.
- Le Petit Livre des Perles d’animaux, First, 2018.
- On ne dit pas, on dit 2018, Calendrier, Minimaniak, éditions 365, 2017.
- Les Perles de la Météo, avec Cécile Berriet, Fortuna, 2016.
- Ma langue a fourché !, Perles d'inculture, First, 2016.
- Qui a dit quoi ?, avec Phil Bedsom, First, 2016.
- Le meilleur du pire des Gaffes, Librio, 2015.
- Jeux de mots à vous dire, Fayard-Mille et une nuits, 2015.
- Sondages à la con, avec Sébastien Archi, First, 2015.
- Drôles de Dialogues, avec Cécile Berriet, First, 2015.
- Le Drôle de Dico de la Musique, avec Emmanuel Savoye, Librio, 2015 (prix Botul 2015)
- Drôles d'annonces : Spécial Emploi, avec Emmanuel Carré, First, 2015.
- Perles de médecine et de pharmacie, First 2015.
- Le Best-of des lois les plus bizarres, Librio, 2014. (Plus de 30000 lecteurs, réédité en 2020 avec une nouvelle jaquette)
- Bourgs et Calembourgs, avec Pierre Chaland, Librio, 2014.
- Le goût du Non-sens, Fayard-Mille et une nuits, 2014.
- Calembours : qui s’y trotte s’hippique !, avec Pierre Chaland, Larousse, 2014.
- Petites annonces déjantées, Marabout, 2014.
- SMS et fautes de frappe, avec Patrick Roffé, Marabout, 2014.
- Perles de tribunal et de police, avec Nathalie Renard, First, 2013. Réédité en 2015, et en 2016 sous le titre "Le pendu est mort noyé"
- À vendre, 350 petites annonces déclassées, avec Pierre de Jade, Le Castor astral, 2012.
- Ce millénaire m’a mis les nerfs, avec Sébastien Archi, Grimal, 2012.
- Le Petit Guide de l’anti-déprime, Tatamis, 2012.
- Petites Annonces de folie, Ixelles, 2011.
- Mots en mêlée, Ixelles, 2011.